# Palude di Albate
Palude di Albate este o arie protejată (arie specială de conservare — SAC, sit de importanță comunitară — SCI) din Italia întinsă pe o suprafață de 74 ha, integral pe uscat.

## Localizare
Centrul sitului Palude di Albate este situat la coordonatele 45°45′56″N 9°05′24″E / 45.765556°N 9.09°E.

## Înființare
Situl Palude di Albate a fost declarat sit de importanță comunitară în iunie 1995 pentru a proteja 186 de specii de animale. Situl a fost protejat și ca arie specială de conservare în iulie 2016.

## Biodiversitate
Situată în ecoregiunea continentală, aria protejată conține 3 habitate naturale: Păduri aluvionare cu Alnus glutinosa și Fraxinus excelsior (Alno-Padion, Alnion incanae, Salicion albae), Păduri de stejar sau de stejar și carpen sub-atlantice și medio-europene de Carpinion betuli, Fânețe de joasă altitudine (Alopecurus pratensis, Sanguisorba officinalis).
La baza desemnării sitului se află mai multe specii protejate:
- păsări (184): uliu porumbar (Accipiter gentilis), uliu păsărar (Accipiter nisus), lăcar mare (Acrocephalus arundinaceus), privighetoare-de-baltă (Acrocephalus melanopogon), lăcar-de-mlaștină (Acrocephalus palustris), lăcar-de-rogoz (Acrocephalus schoenobaenus), lăcar-de-lac (Acrocephalus scirpaceus), fluierar de munte (Actitis hypoleucos), pițigoi codat (Aegithalos caudatus), ciocârlie-de-câmp (Alauda arvensis), pescăruș albastru (Alcedo atthis), rață sulițar (Anas acuta), rață pitică (Anas crecca), rață mare (Anas platyrhynchos), gâscă cenușie (Anser anser), fâsă-de-câmp (Anthus campestris), fâsă de luncă (Anthus pratensis), fâsă de pădure (Anthus spinoletta), fâsă de pădure (Anthus trivialis), lăstunul mare (Apus apus), Apus pallidus, egretă mare (Ardea alba), stârc cenușiu (Ardea cinerea), stârc roșu (Ardea purpurea), stârc galben (Ardeola ralloides), ciuf de câmp (Asio flammeus), ciuf-de-pădure (Asio otus), cucuvea (Athene noctua), rață-cu-cap-castaniu (Aythya ferina), rața moțată (Aythya fuligula), rață roșie (Aythya nyroca), buhai de baltă (Botaurus stellaris), Bubulcus ibis, șorecarul comun (Buteo buteo), șorecar mare (Buteo rufinus), ciocârlie-cu-degete-scurte (Calandrella brachydactyla), caprimulg (Caprimulgus europaeus), sticlete (Carduelis carduelis), Carduelis citrinella, rândunică roșcată (Cecropis daurica), Certhia brachydactyla, cojoaica de pădure (Certhia familiaris), Cettia cetti,  prundaș gulerat mic (Charadrius dubius), florinte (Chloris chloris), barză albă (Ciconia ciconia), șerpar (Circaetus gallicus), erete de stuf (Circus aeruginosus), erete vânăt (Circus cyaneus), erete cenușiu (Circus pygargus), Cisticola juncidis, botgros (Coccothraustes coccothraustes), porumbel de scorbură (Columba oenas), porumbel gulerat (Columba palumbus), cioară neagră (Corvus corone), cioară de semănătură (Corvus frugilegus), Corvus monedula, prepeliță (Coturnix coturnix), cristeiul de câmp (Crex crex), cuc (Cuculus canorus), gușă vânătă (Cyanecula svecica), pițigoi albastru (Cyanistes caeruleus), lebădă de vară (Cygnus olor), lăstun de casă (Delichon urbicum), ciocănitoare pestriță mare (Dendrocopos major), Dryobates minor, ciocănitoare neagră (Dryocopus martius), egretă mică (Egretta garzetta), presură sură (Emberiza calandra), presură de munte (Emberiza cia), presură bărboasă (Emberiza cirlus), presură galbenă (Emberiza citrinella), presură de grădină (Emberiza hortulana), presură de stuf (Emberiza schoeniclus), măcăleandru (Erithacus rubecula), șoim de iarnă (Falco columbarius), șoim călător (Falco peregrinus), șoimul rândunelelor (Falco subbuteo), vânturel roșu (Falco tinnunculus), vânturel de seară (Falco vespertinus), muscar-gulerat (Ficedula albicollis), muscar negru (Ficedula hypoleuca), cinteză (Fringilla coelebs), Fringilla montifringilla, lișiță (Fulica atra), ciocârlan (Galerida cristata), becațină comună (Gallinago gallinago), găinușă de baltă (Gallinula chloropus), gaiță (Garrulus glandarius), frunzăriță galbenă (Hippolais icterina), Hippolais polyglotta, rândunică (Hirundo rustica), stârc pitic (Ixobrychus minutus), capîntortură (Jynx torquilla), sfrâncioc roșiatic (Lanius collurio), sfrâncioc mare (Lanius excubitor), sfrânciocul cu frunte neagră (Lanius minor), pescăruș sur (Larus canus), Larus michahellis, pescăruș râzător (Larus ridibundus), câneparul (Linaria cannabina), grelușel-de-zăvoi (Locustella luscinioides), Locustella naevia, forfecuță gălbuie (Loxia curvirostra), ciocârlie de pădure (Lullula arborea), privighetoare (Luscinia megarhynchos), becațină mică (Lymnocryptes minimus), rață fluierătoare (Mareca penelope), rață pestriță (Mareca strepera), prigoare (Merops apiaster), gaia neagră (Milvus migrans), gaia roșie (Milvus milvus), codobatură galbenă (Motacilla alba), codobatură de munte (Motacilla cinerea), codobatura galbenă (Motacilla flava), muscar sur (Muscicapa striata), Numenius arquata arquata, stârc de noapte (Nycticorax nycticorax), pietrar sur (Oenanthe oenanthe), grangur (Oriolus oriolus), vultur pescar (Pandion haliaetus), pițigoi mare (Parus major), vrabie (Passer domesticus), vrabie de câmp (Passer montanus), potârniche (Perdix perdix), pițigoi de brădet (Periparus ater), viespar (Pernis apivorus), cormoran mare (Phalacrocorax carbo), fazan (Phasianus colchicus), codroș de munte (Phoenicurus ochruros), codroșul de pădure (Phoenicurus phoenicurus), pitulice de munte (Phylloscopus bonelli), pitulice de munte (Phylloscopus collybita), pitulice sfârâitoare (Phylloscopus sibilatrix), pitulice-fluierătoare (Phylloscopus trochilus), coțofană (Pica pica), ciocănitoarea verde (Picus viridis), corcodel mare (Podiceps cristatus), corcodel-cu-gât-roșu (Podiceps grisegena), corcodel-cu-gât-negru (Podiceps nigricollis), pițigoi de munte (Poecile montanus), pițigoi sur (Poecile palustris), cresteț pestriț (Porzana porzana), brumăriță de pădure (Prunella modularis), Ptyonoprogne rupestris, mugurarul (Pyrrhula pyrrhula), cristei de baltă (Rallus aquaticus), aușel sprâncenat (Regulus ignicapilla), aușel cu cap galben (Regulus regulus), pițigoi-pungar (Remiz pendulinus), lăstun de mal (Riparia riparia), mărăcinar (Saxicola rubetra), mărăcinar negru (Saxicola torquatus), sitar de pădure (Scolopax rusticola), cănăraș (Serinus serinus), țiclete (Sitta europaea), Spatula clypeata, rață cârâitoare (Spatula querquedula), scatiu (Spinus spinus), guguștiuc (Streptopelia decaocto), turturică (Streptopelia turtur), huhurez mic (Strix aluco), graur (Sturnus vulgaris), silvie cu cap negru (Sylvia atricapilla), silvie de zăvoi (Sylvia borin), silvie de câmp (Sylvia communis), silvie-mică (Sylvia curruca), Sylvia hortensis, silvie porumbacă (Sylvia nisoria), corcodel mic (Tachybaptus ruficollis), Tachymarptis melba, fluierar de mlaștină (Tringa glareola), fluierar cu picioare verzi (Tringa nebularia), fluierarul de zăvoi (Tringa ochropus), fluierarul cu picioare roșii (Tringa totanus), pănțărușul (Troglodytes troglodytes), sturzul viilor (Turdus iliacus), mierlă (Turdus merula), sturz-cântător (Turdus philomelos), sturz (Turdus pilaris), sturzul de vâsc (Turdus viscivorus), pupăză (Upupa epops), nagâț (Vanellus vanellus), Zapornia parva
- amfibieni (1): Rana latastei
- reptile (1): țestoasa de baltă (Emys orbicularis)

Pe lângă speciile protejate, pe teritoriul sitului au mai fost identificate 48 de specii de plante, 5 specii de amfibieni, 21 de specii de mamifere, 16 specii de nevertebrate, 6 specii de reptile.